# 안주 (음식)

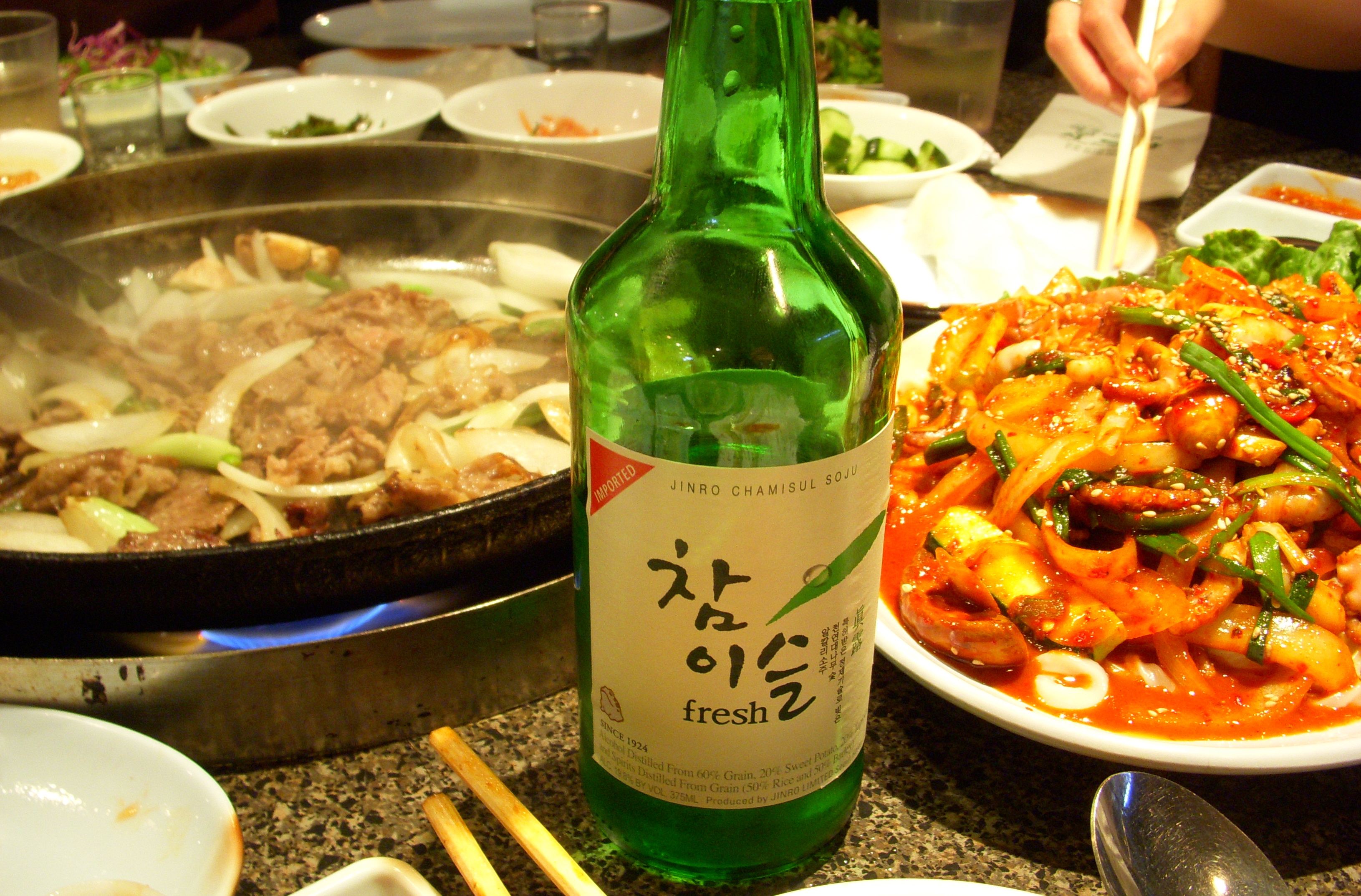
불고기와 낙지볶음을 안주로 먹는 소주

안주(按酒)란 술을 마실 때에 곁들여 먹는 음식이다. 한자를 보면 按(누를 안)과 酒(술 주)로 '술을 누른다' 즉, 술과 함께 먹음으로서 술기운을 누르는 역할을 한다. 서양의 많은 국가와 비교했을 때 술과 함께 안주를 꼭 먹는 안주문화가 동북아에는 만연하다.
이는 단순히 식사를 위한 음식이나 주요리와 먹는 반찬과는 달리 술과 먹는다는 점에서 차이가 있다.
술을 안주 없이 먹을 경우 접두사 "강-"이 주류명 앞에 쓰인다. 이를테면 소주를 안주 없이 먹으면 "강소주"(-燒酒)라고 한다.

## 역사
한나라 매승(枚乘)의 《칠발(七發)》에 나오는 구절 '맛 좋은 주효(酒肴)는 위장을 썩히는 약물이다.' 중 "주효"는 술과 안주를 뜻하는데, 이를 보면 한나라 때도 안주 문화가 있었음을 알 수 있다.
한반도에서도 관련 기록을 찾을 수 있다. 《경도잡지》에서 전골에 관한 설명 중 '술안주나 반찬에 모두 좋다'라는 문장이 있다. 이를 통해 조선시대에도 술안주가 있었음을 알 수 있다.

## 효과
술의 주성분인 알코올은 위에서 20%, 소장에서 80% 흡수되어 간으로 들어가 해독작용이 일어난다. 여기서 안주는 술의 흡수율과 흡수속도를 낮추어준다. 만약 빈 속에 음주를 하면 위에 심한 자극을 주어 위염이나 위궤양을 겪을 수 있다.
많은 사람들이 먹는 기름진 안주는 위에서 정체되는 시간이 늘어나며 술에 취하는 속도를 늦춰준다. 하지만 위를 보호해주는 것은 아니기에 오히려 소화기에 부담을 줄 수도 있다. 따라서 흰살생선이나 닭고기, 두부 등으로 해독작용에 필요한 단백질을 충분히 섭취하는게 좋다. 또한 물을 수시로 마셔주면 음주로 인한 탈수를 막고 알코올 농도가 희석되어 위에 부담도 줄고 간에서 알코올 분해도 용이하게 된다.
또한 의학적인 이유 뿐 아니라 술로 쓰고 텁텁해진 미각을 위해서도 먹는다.
하지만 대부분의 안주가 자극적이고 기름진 음식이기 때문에 대부분 고칼로리이므로 너무 많이 먹으면 다양한 성인병으로 이어질 수 있다.

## 종류
안주의 정의를 생각하면 술과 함께 먹는 거의 모든 것들이 안주가 될 수 있어 조리방법과 재료에 따라 그 종류와 가짓수는 셀 수 없다고 할 수 있다. 하지만 대표적으로 국, 구이, 날 것, 볶음, 튀김 등으로 나눌 수 있다.

### 국
국 안주로는 대표적으로 홍합탕, 어묵탕, 각종찌개, 콩나물국, 매운탕 등이 있다. 맵고 짜서 자극적인 국이 있는가 하면 콩나물국처럼 자극적이지 않은 국도 있다. 보통 자극적인 국은 술을 먹을 때 먹고, 자극적이지 않은 국은 해장을 위해 먹는다.

### 구이
구이 안주로는 대표적으로 소고기, 돼지고기, 계란말이, 전 등이 있다. 보통 소고기나 돼지고기는 소주와 전은 막걸리와 많이 먹는다. 특히 삼겹살은 소고기보다 서민의 음식이라는 이미지로 많은 사람들이 먹는다.

### 날 것
날로 먹는 안주로는 대표적으로 육회, 생선회, 생굴 같은 조개류 회, 간이나 천엽회 등이 있다. 조리를 하지 않고 먹는 음식이다보니 특유의 냄새나 비린 맛이 있어 호불호가 갈리는 경우가 많다. 또한 생선회는 깨끗한 조리환경에서 갓 잡은 활어를 먹지 않으면 비브리오균에 걸리거나 생굴로 노로바이러스에 걸리는 경우도 있어 주의가 필요하다.

### 볶음
볶음 안주로는 닭발, 낙지볶음과 같은 각종 해산물 볶음, 닭똥집, 떡볶이, 곱창, 제육볶음 등이 있다. 볶음 안주를 보면 알 수 있듯이 최근에는 안주와 반찬의 경계선이 많이 흐려졌다. 또한 대부분 고춧가루와 같은 향신료들로 한 요리이기 때문에 자극적이다.

### 튀김
튀김 안주로는 치킨, 감자튀김, 닭껍질튀김, 닭발튀김, 김부각, 닭근위튀김 등이 있다. 한국에선 특히 닭고기를 튀겨 먹는 닭튀김 요리가 많다. 또한 닭이 아니더라도 많은 식재료를 튀겨 먹는다. 그 이유는 흔히들 모든 식재료가 튀기면 맛있어진다고 말하듯 튀김요리의 가장 큰 장점은 요리에 튀김의 바삭한 식감과 고소한 맛을 더해주기 때문이다. 하지만 기름에 재료를 담궈 요리하기 때문에 칼로리가 높고 조리과정에서 발암물질이 생성되어 건강에 좋지 않다.

### 그 외
위 다양한 예시 외에도 육포, 말린 오징어, 라면, 국밥, 볶음밥, 순대, 짬뽕, 각종 과일 등등 심지어는 단순한 과자도 안주가 될 수 있다. 이처럼 서두에서 말했듯이 술과 함께 먹을 수 있는 거의 모든 것들이 안주가 될 수 있다.

## 대표적인 안주

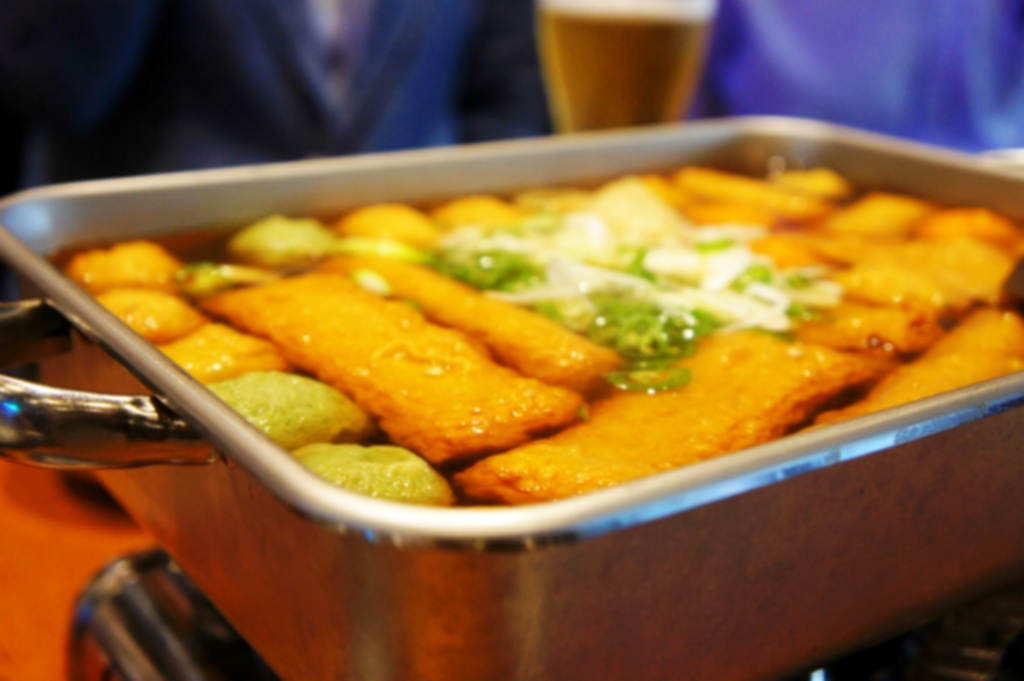
어묵탕
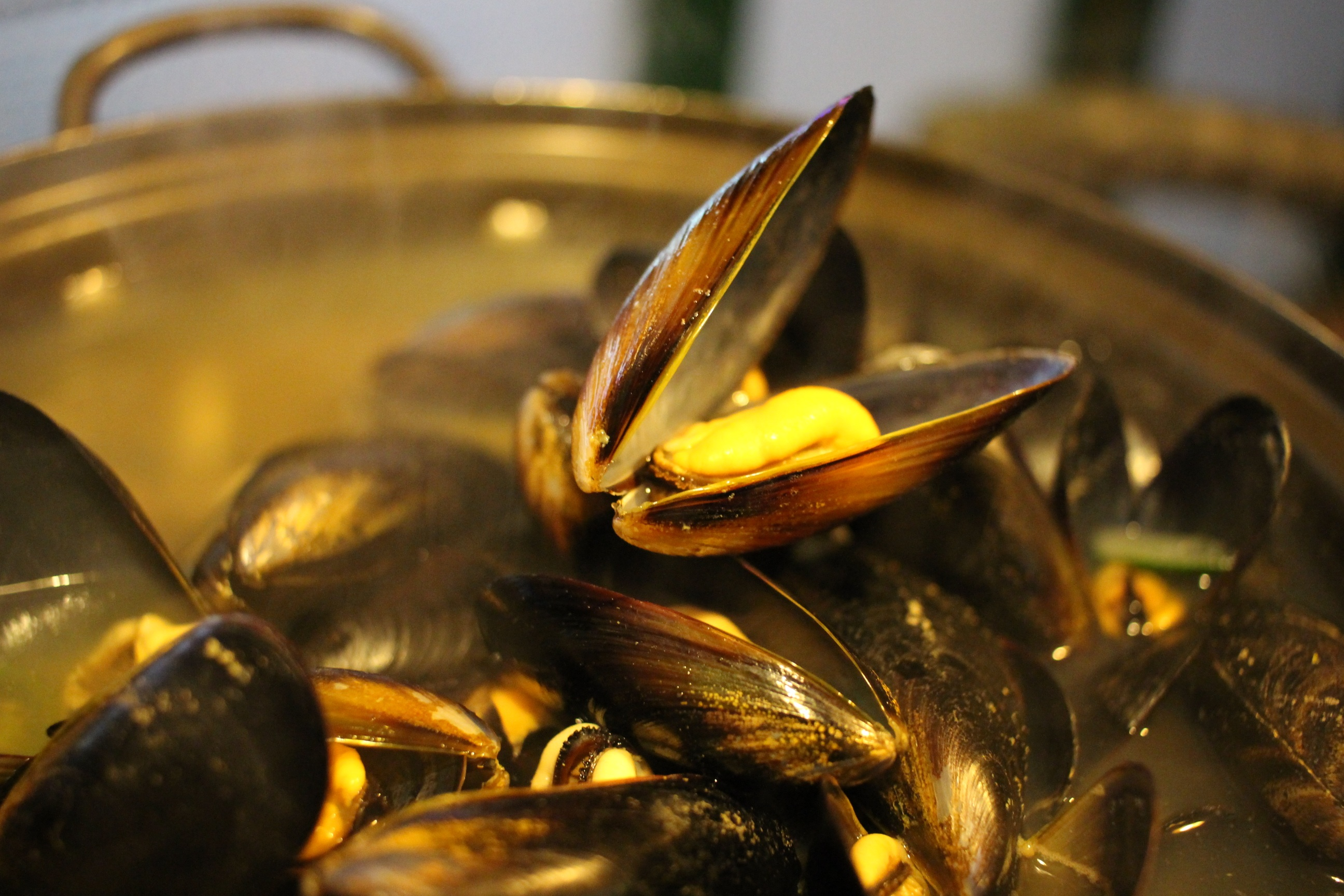
홍합탕
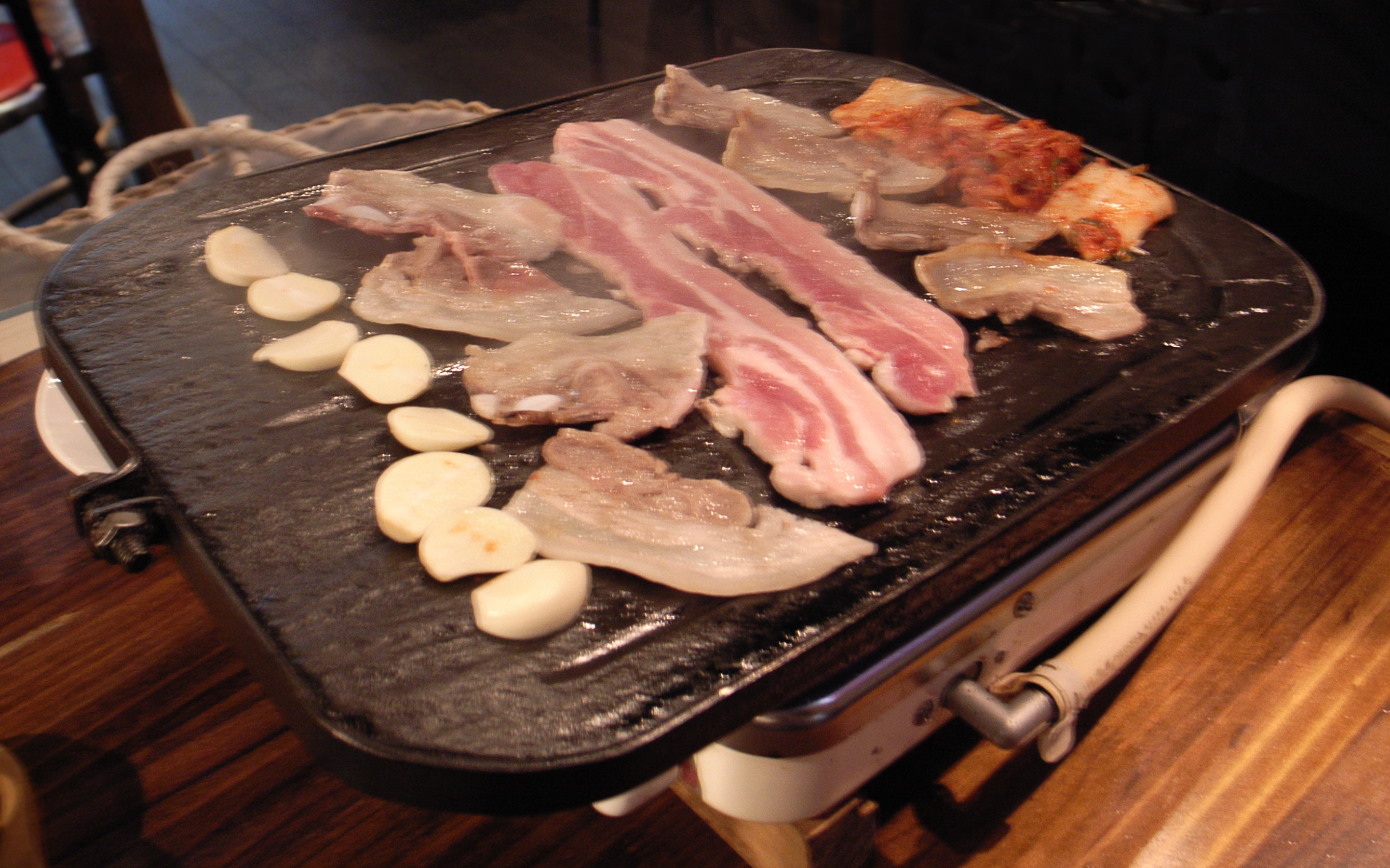
삼겹살
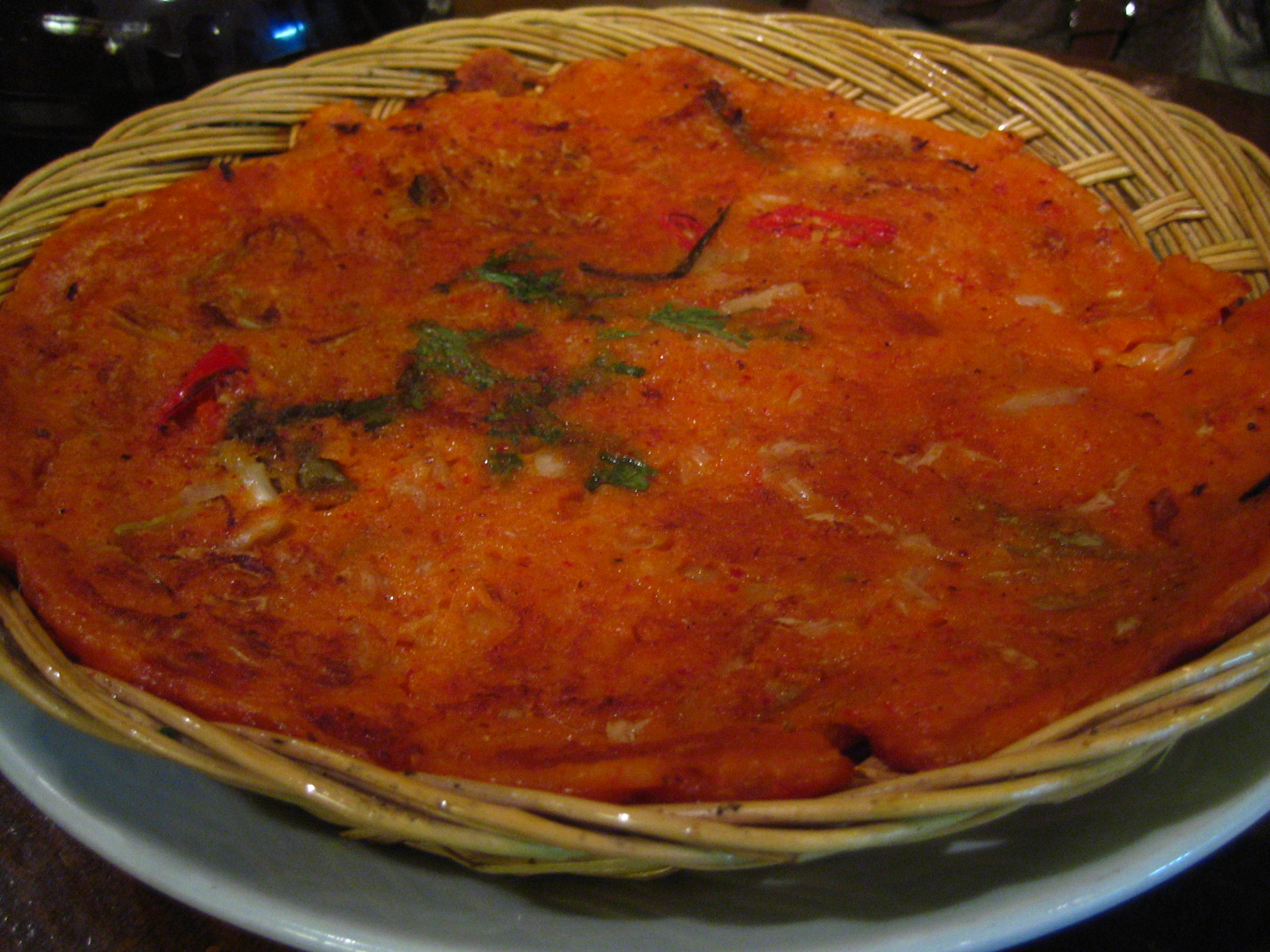
전
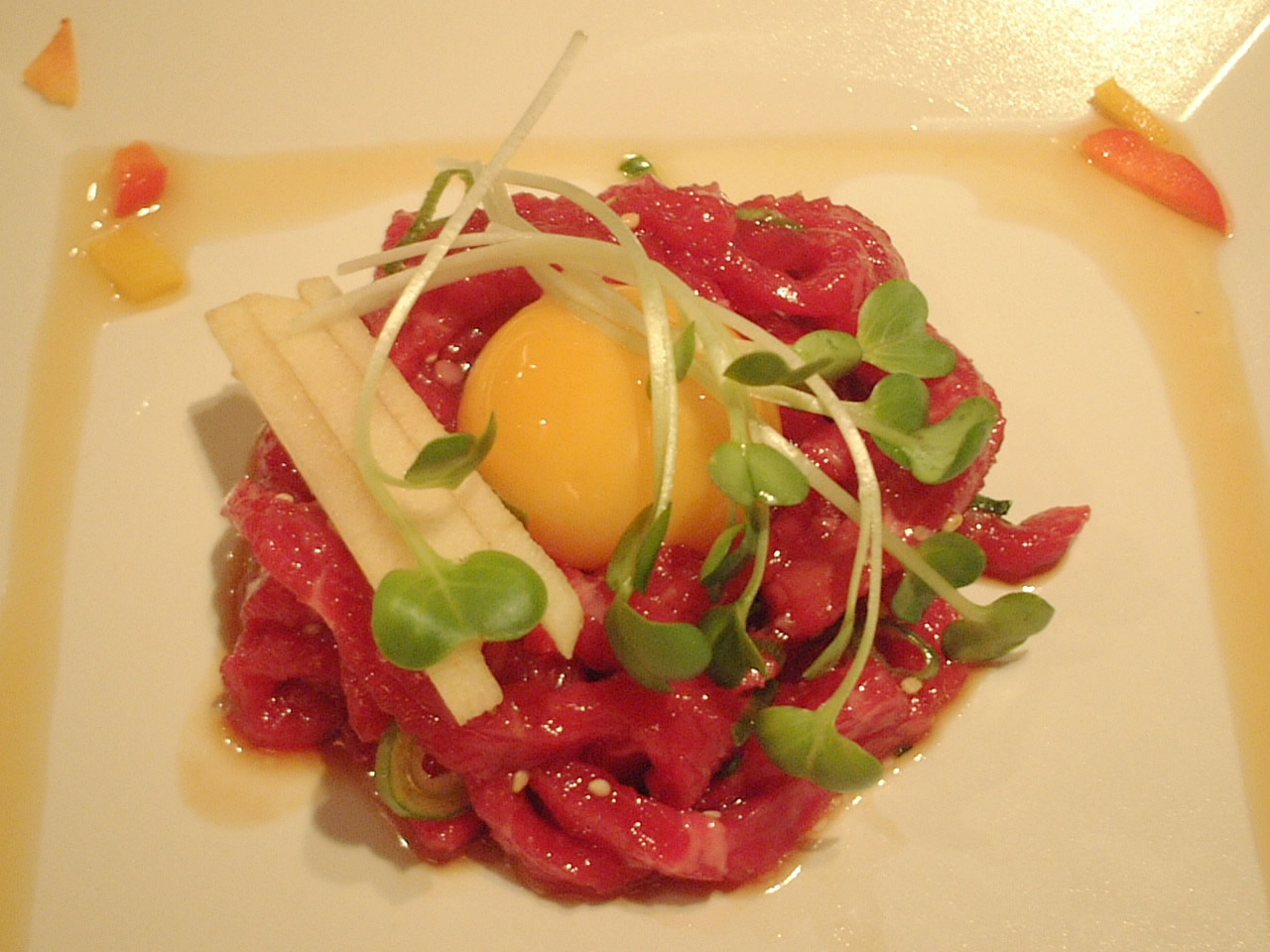
육회
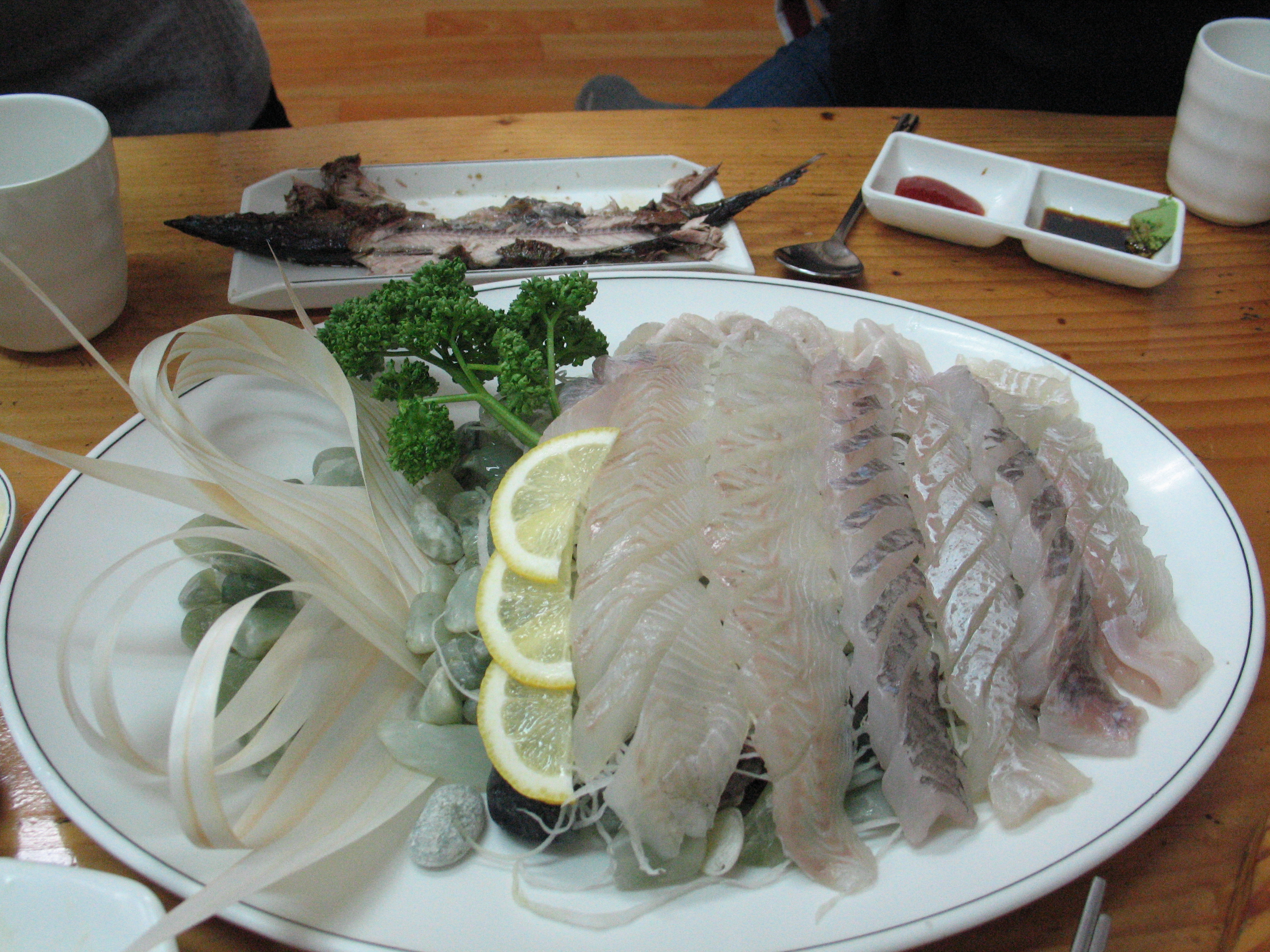
회
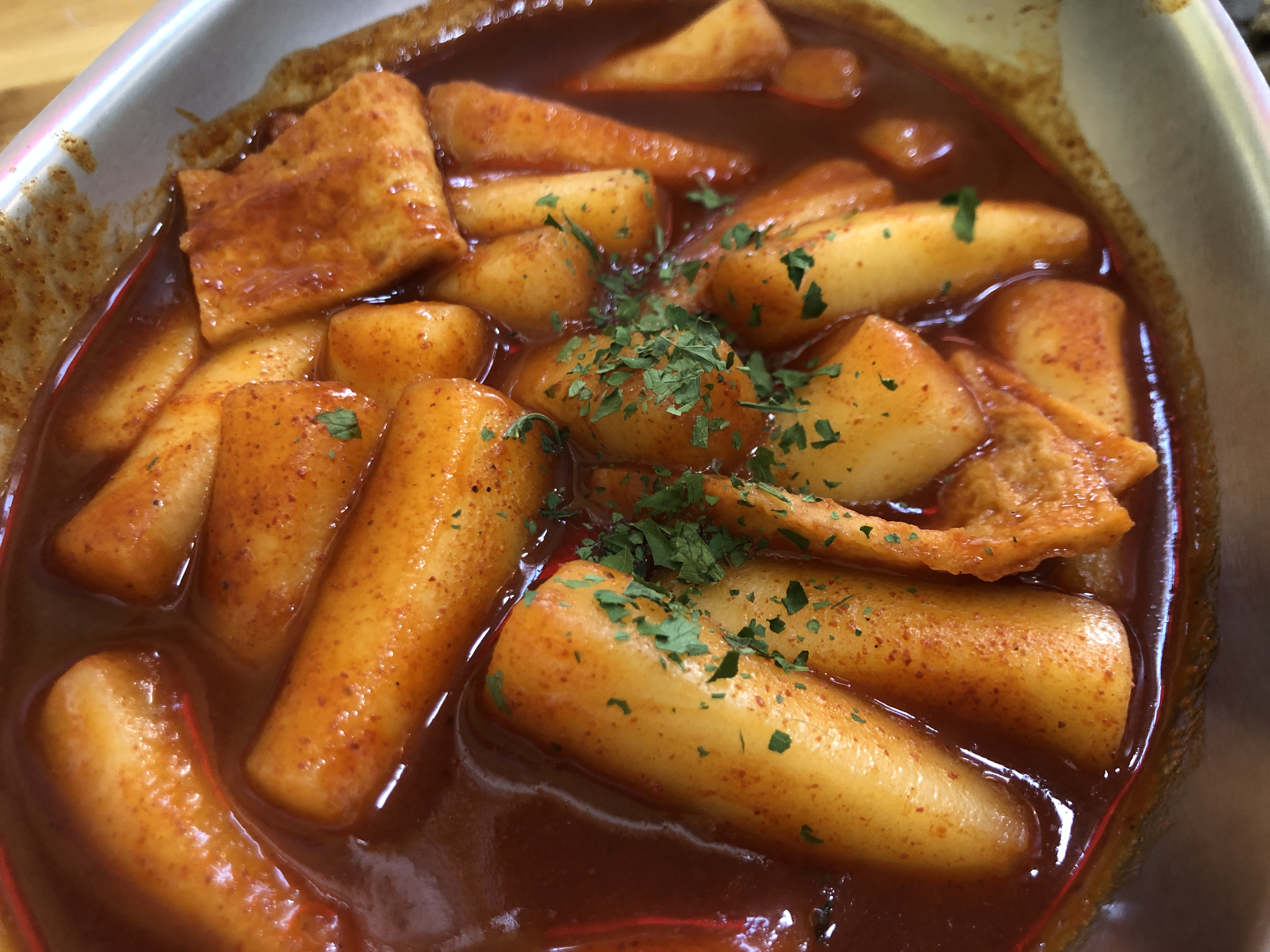
떡볶이
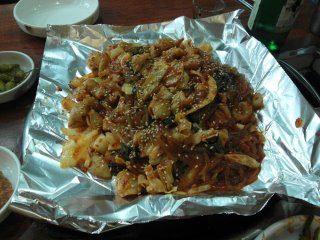
곱창
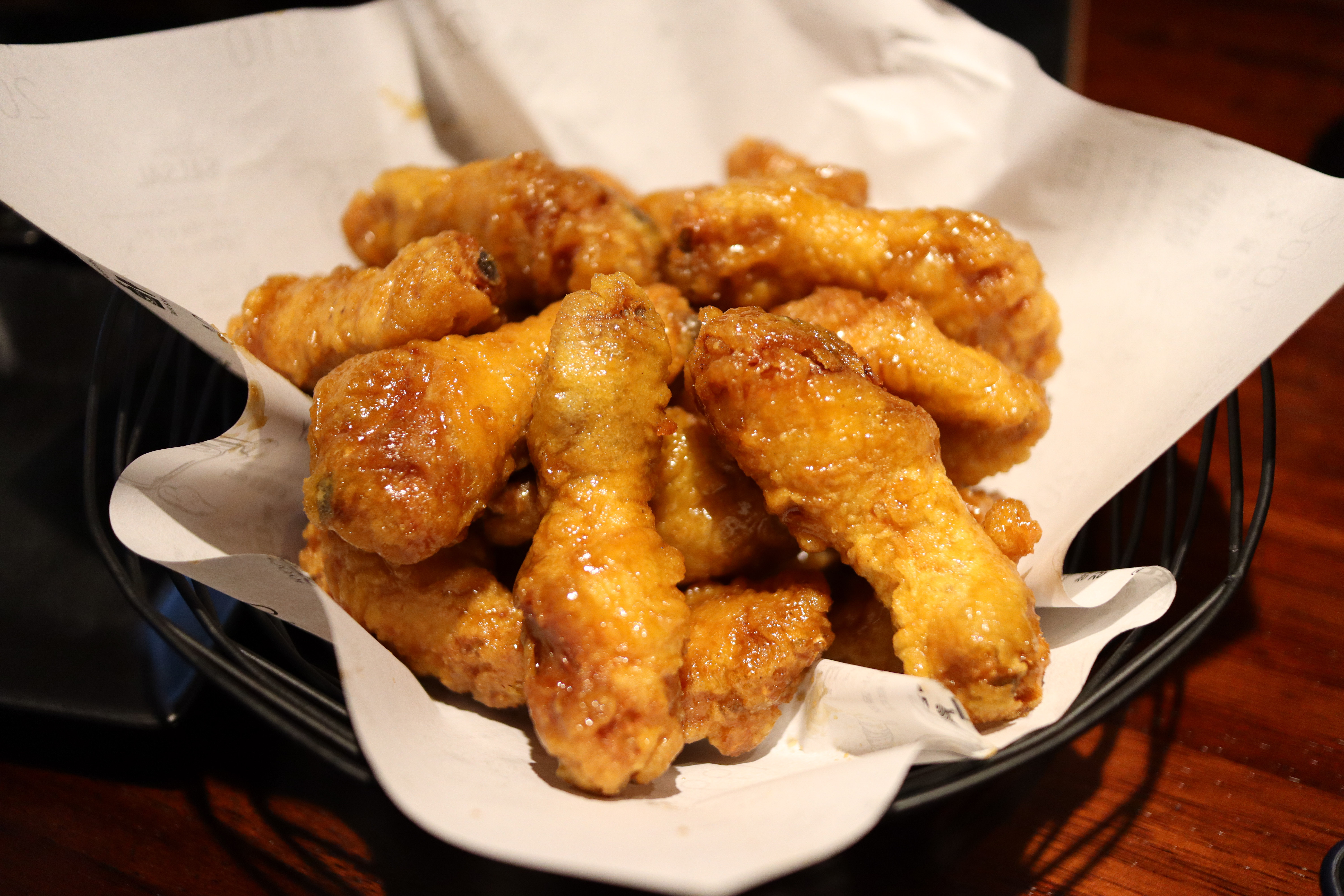
치킨
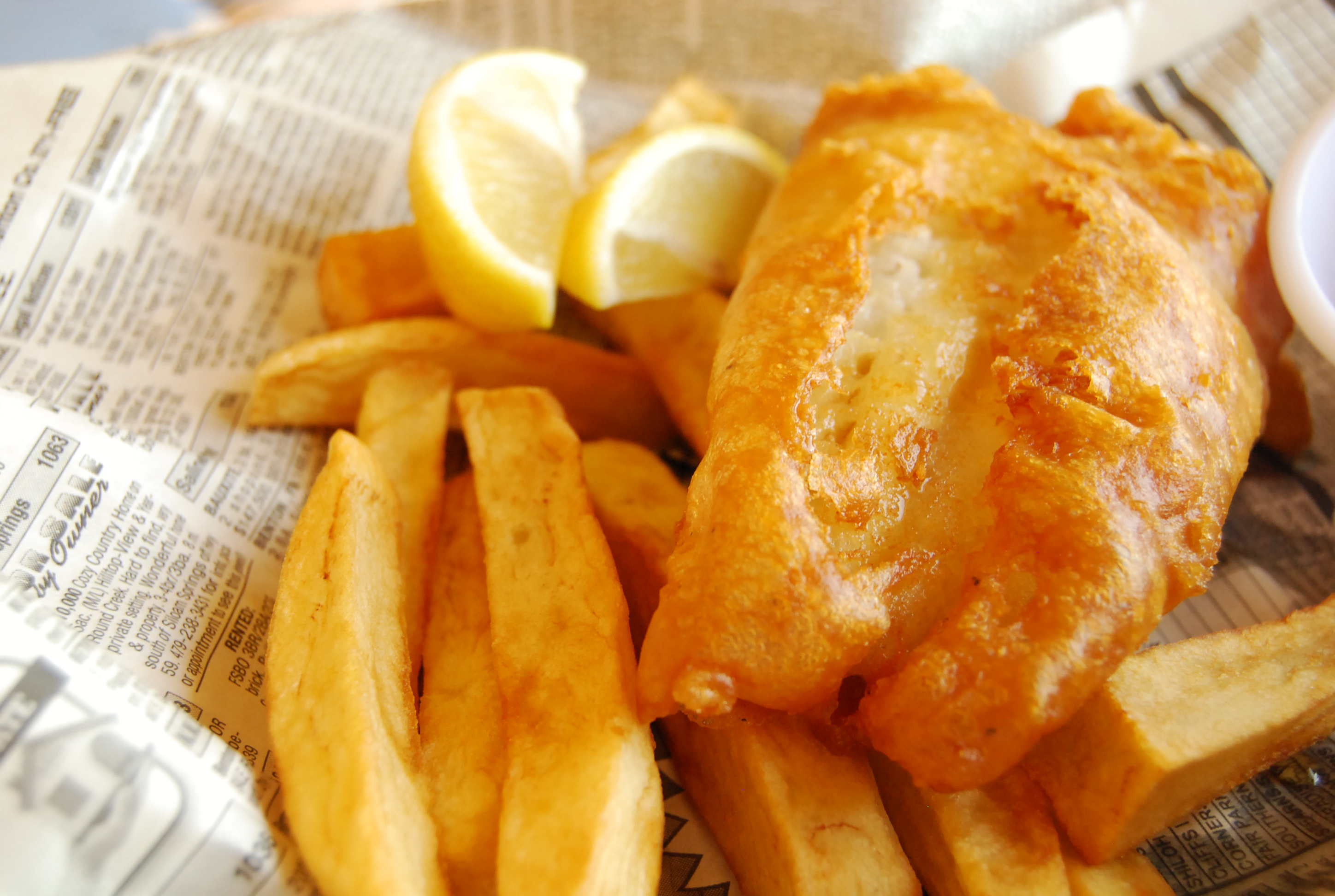
감자튀김(피쉬 앤 칩스)
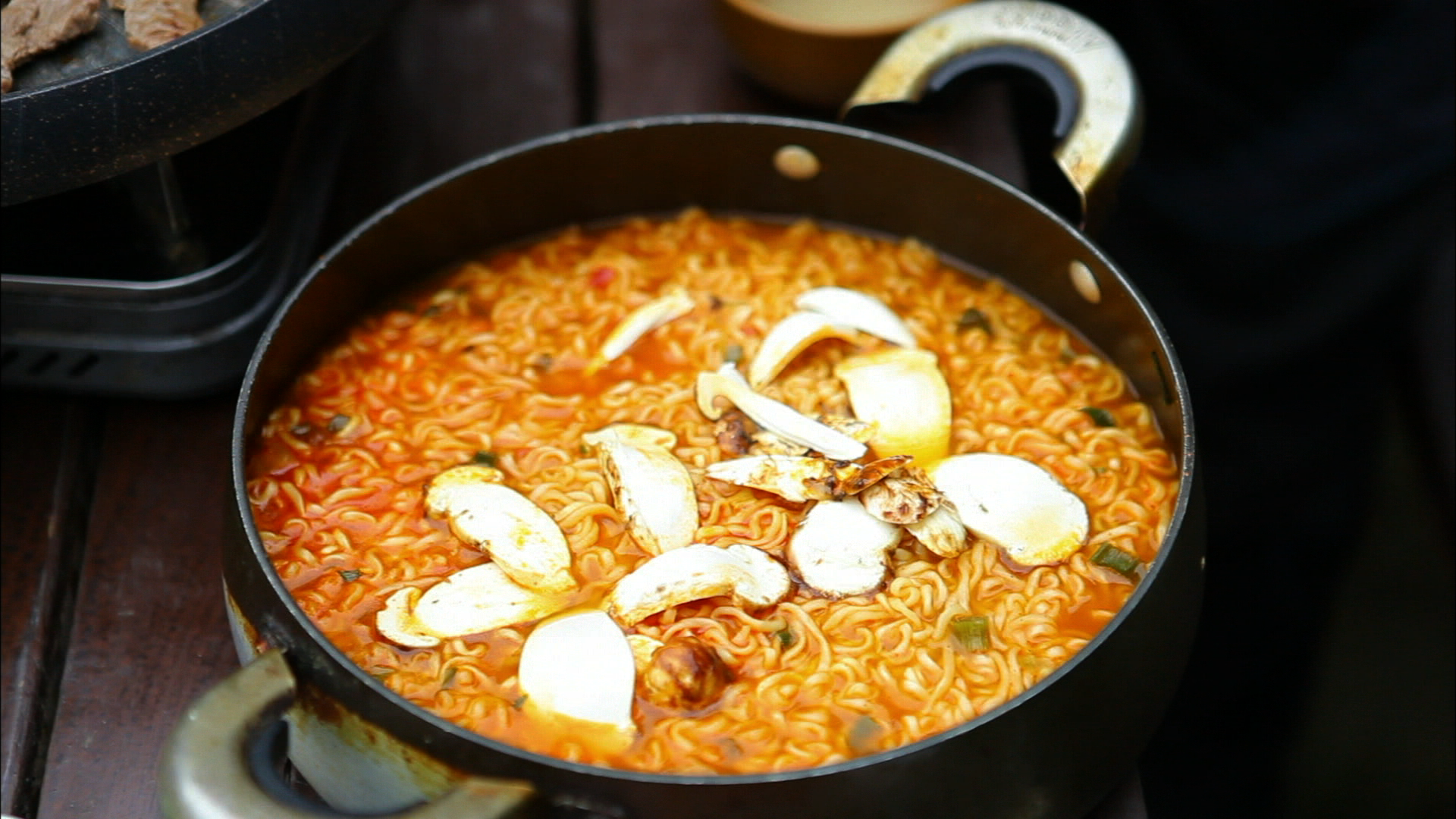
라면
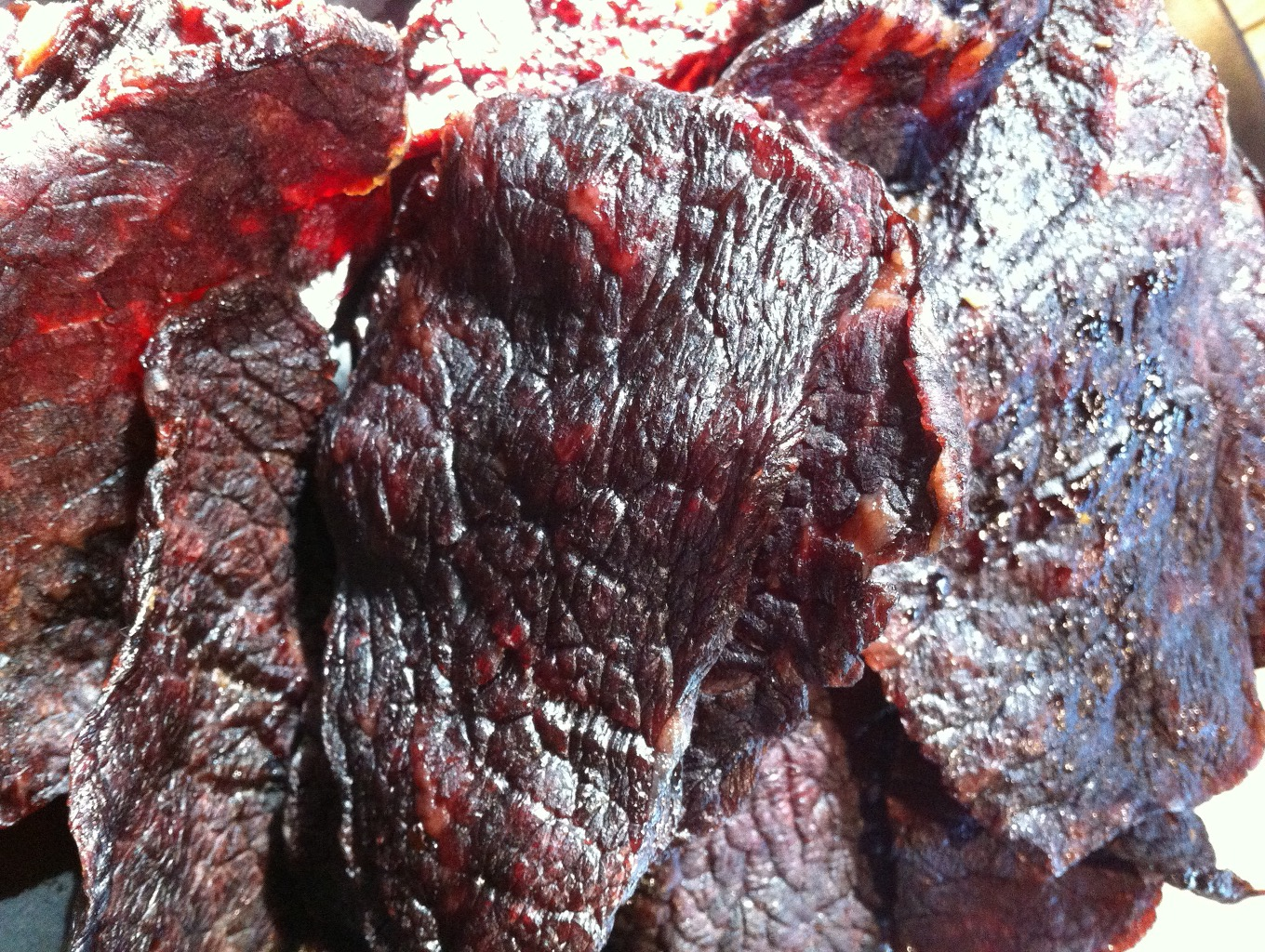
육포
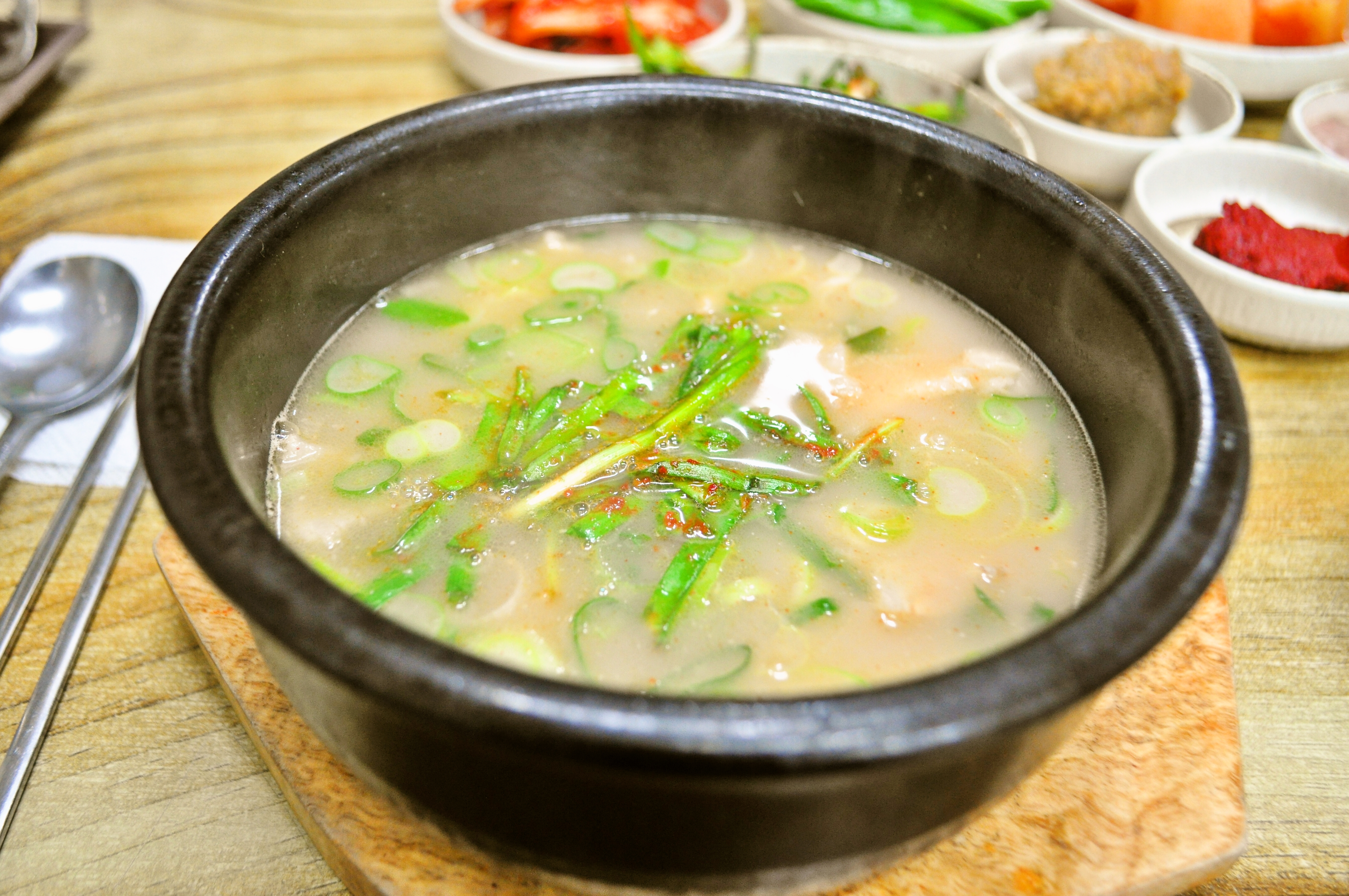
국밥

## 지역별 대표적인 안주
| 지역   | 대표적인 안주  |
| 경기도 | 붕어찜         |
| 강원도 | 초당 순두부    |
| 충청도 | 어죽, 도리뱅뱅 |
| 경상도 | 돼지국밥       |
| 전라도 | 홍어 삼합      |
| 제주도 | 몸국           |
| ------ | -------------- |

### 경기도 - 붕어찜
자작하게 졸인 붕어찜은 무와 각종 채소로 우려낸 육수와 매콤한 양념이 있어 소주나 맥주 안주로 제격이다.

### 강원도 - 초당 순두부
콩물에 소금 대신 바닷물을 간수로 하여 만든 '초당 두부'를 순두부로 만든 것이다. 소금이 아닌 바닷물이 들어간 덕분에 두부 자체의 풍미가 더욱 깊어 고소하고 담백한 맛이 특징이다.

### 충청도 - 어죽, 도리뱅뱅
붕어 등 각종 민물고기를 푹 고아 간 후 각종 양념을 넣어 생선의 감칠맛과 칼칼한 양념맛이 특징이다. 또한 민물고기 특유의 비린내도 잘 나지 않는다.
이러한 어죽은 도리뱅뱅과 같이 파는 곳이 많다. 작은 물고기들을 잡아 손질 후 통째로 튀긴 후 양념을 발라 가열한 도리뱅뱅은 뼈째 취식하는만큼 특유의 풍미가 있다. 하지만 이러한 특징 탓에 사람에 따라 호불호가 갈릴 수 있다.

### 경상도 -돼지국밥
가게마다 그 정도가 다르지만 돈육수를 사용하여 진한 감칠맛이 있고 양념장을 넣어 칼칼하게 먹을 수도 있다. 따뜻한 국물이 있다보니 해장하기 위해 먹기도 하지만 많은 따뜻한 국물요리가 그렇듯 안주용으로 먹기도 한다. 하지만 돼지육수 특유의 향 때문에 호불호가 갈린다.

### 전라도 -홍어삼합
홍어, 삶은 돼지고기, 김치 세 가지를 합하여 만든 음식이다. 홍어 특유의 냄새로 호불호가 극심하게 갈리지만 동시에 음식 궁합상 막걸리와 잘 어울린다.

### 제주도 -몸국
몸은 모자반의 제주 방언으로 몸국이 이러한 모자반과 돼기고기 육수로 만든 몸국은 두 가지 향이 섞여 독특한 맛이 난다.

## 관련 사업

### 코로나 이전
많은 주점이 브랜드화되며 안주의 맛이 상향평준화되었다. 또한 SNS를 통해 유명해진 안주는 곧바로 전파되어 가까운 주점에서 비슷한 맛을 경험할 수 있다. 이처럼 안주 사업은 SNS와 만나 더욱 빠르고 다양하게 상향평준화되었다. 이 때문에 2020년 초까지 주점 창업이 활발하였다.

### 코로나 이후
하지만 코로나 이후 사람들의 단체모임이 줄어들고 영업시간도 제한되며 많은 자영업자들이 힘들어지고 창업자 수 또한 줄어 들었다. 동시에 '혼술'문화가 퍼지면서 가정에서 간편하게 만들어 먹을 수 있는 안주 브랜드가 새롭게 등장하며 안주 시장을 선도하고 있다.

### 현재
현재는 코로나 이후에 생긴 제한이 모두 풀렸기 때문에 코로나 이전으로 돌아왔다.